# Udo Kier

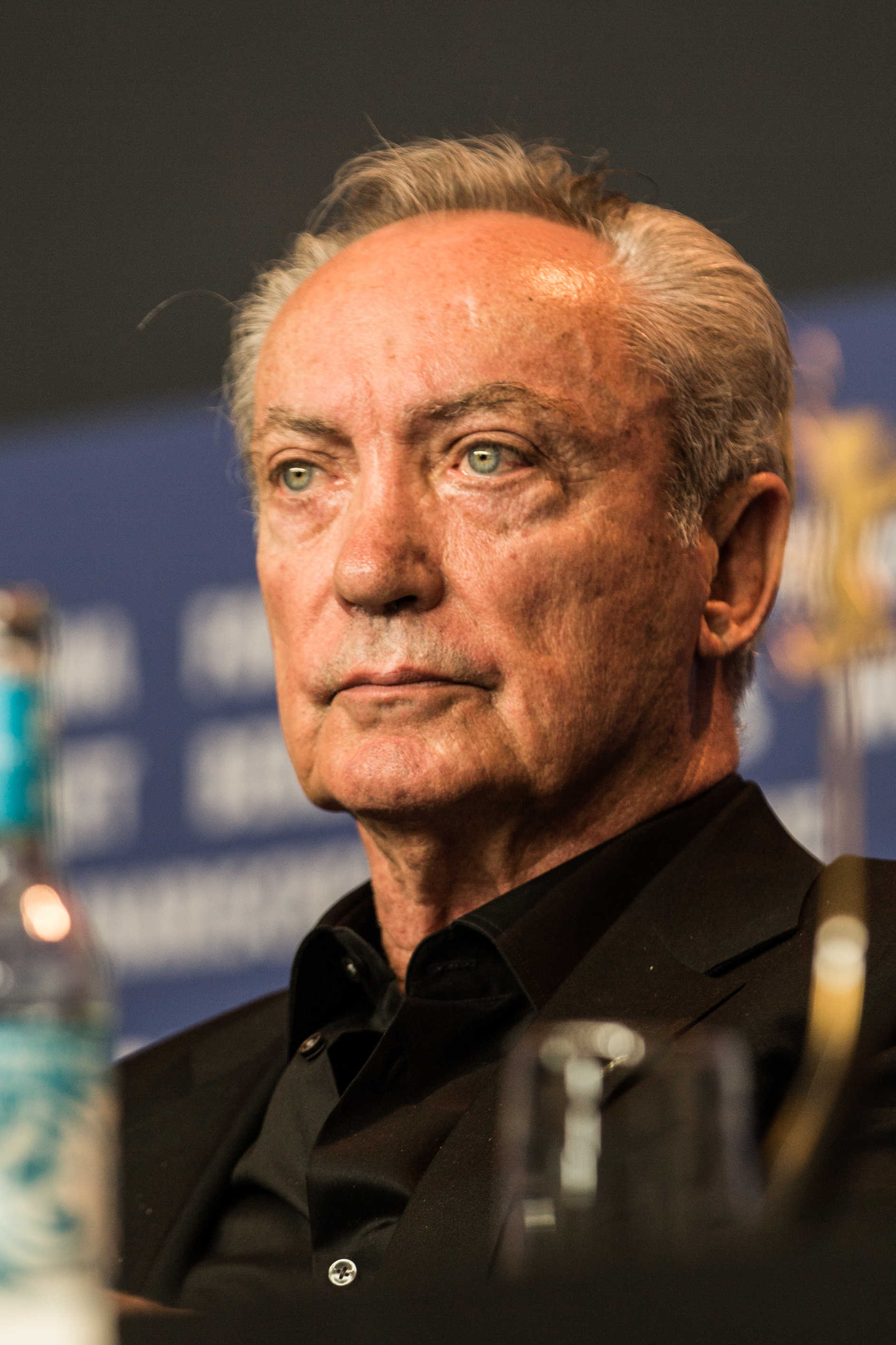
Udo Kier (2018)

Udo Kier (* 14. Oktober 1944 in Köln-Mülheim als Udo Kierspe) ist ein deutscher Schauspieler und Synchronsprecher, der seit den 1960er Jahren in über 270 Film- und Fernsehproduktionen mitgewirkt hat. Er ist einer der wenigen deutschen Schauspieler, die regelmäßig in Hollywood drehen, und spezialisierte sich besonders auf skurrile Nebenrollen an der Seite großer Stars. Daneben arbeitete er im Independent- und Arthouse-Bereich mit Regisseuren wie Andy Warhol, Lars von Trier, Rainer Werner Fassbinder, Paul Morrissey, Werner Herzog, Christoph Schlingensief und Gus van Sant.

## Leben

### Jugend
Udo Kier wurde 1944 als nichtehelicher Sohn einer Schneiderin in Köln-Mülheim geboren. Wenige Stunden nach seiner Geburt wurden er und seine Mutter bei einem Bombenangriff im Krankenhaus verschüttet, die Mutter konnte jedoch sich und den Neugeborenen befreien. Seinen leiblichen Vater lernte Kier erst als Erwachsener kennen.
Kier war als Heranwachsender Messdiener und Chorsänger in einer Kirchengemeinde. Er verkleidete sich gern und imitierte beispielsweise Caterina Valente. Nach der Schule begann er eine Ausbildung zum Großhandelskaufmann, später arbeitete er bei Ford am Fließband. Bald erkannte er, dass er mit seinem Aussehen mit zarten, mädchenhaften Zügen, auffallend grünen Augen und braunen Locken Geld verdienen konnte. So arbeitete er zeitweise als Mannequin in der Modebranche.
In Cannes lernte er Jean Marais und Arndt von Bohlen und Halbach kennen. Mit 19 Jahren ging er nach London und schlug sich dort als Kellner durch. Abends besuchte er die Schauspielschule und lernte unter anderem den Regisseur Luchino Visconti und den Schauspieler Helmut Berger kennen. Ebenso begegnete er in den 1960er Jahren Rainer Werner Fassbinder, mit dem er später mehrere Filme drehte.

### Karriere
1964 reiste Kier nach Rom, wo er eine schillernde Illustriertenberühmtheit wurde. Zurück in England spielte er mit 23 Jahren erstmals in einem Film und besuchte anschließend in New York eine Schauspielschule. Im Laufe der Zeit und mit größeren Rollen in Film und Fernsehen entwickelte er sich durch sein Aussehen, seinen exzentrischen Ausdruck und seinen Mut zu Rollen jenseits des Üblichen zum Typ des „neugierigen Streuners durch viele schräge Welten“. 1973 brachte er es durch seine Mitwirkung an Paul Morrisseys Filmen Frankenstein und Dracula zu einiger Berühmtheit.
Seinen Hauptwohnsitz behielt Kier bis Anfang der 1990er Jahre in Köln, wo er gemeinsam mit dem Maler Michael Buthe und dem Videokünstler Marcel Odenbach in einer Künstlerkolonie lebte. In den 1980er Jahren versuchte er sich als Musiker, nahm eine Schallplatte mit dem Titel Der Adler auf, die später in seinem ersten amerikanischen Film, My Private Idaho (1991), zu hören war, und reiste mit einem Rock-Pop-Programm nach Moskau.
1988 spielte er unter der Regie von Christoph Schlingensief in Mutters Maske neben Helge Schneider und Charly Weiss. Der Film ist eine surrealistisch anmutende Neuverfilmung von Opfergang von Veit Harlan. Kier spielte noch in weiteren Schlingensief-Filmen mit, 1986 in Egomania – Insel ohne Hoffnung an der Seite von Tilda Swinton, 1989 in 100 Jahre Adolf Hitler, 1990 in Das deutsche Kettensägenmassaker, 1992 in Terror 2000, 1992 in Udo Kier – Tod eines Weltstars (in dem er sich selbst spielt), 1996 in United Trash und 1997 in Die 120 Tage von Bottrop. Kier trat gelegentlich auch im Theater auf, etwa an der Seite von Hans Falár in Das kurze Leben der Schneewolken am Bonner Schauspielhaus und mit Christine Kaufmann für ein Tourneetheater in Salome. Im europäischen Ausland übernahm er Rollen in Kino- und Fernsehfilmen.
1991 ging Kier nach Hollywood und spielte in dem Film My Private Idaho von Gus Van Sant einen exzentrischen schwulen Freier. Durch seinen Auftritt als dekadenter Flaneur in zwei Popvideos und dem Skandalbuch SEX der Sängerin Madonna wurden Filmagenturen auf ihn aufmerksam. Er bekam nun zahlreiche Film- und Fernsehrollen in den USA und drehte zudem Werbespots. So war er in der Science-Fiction-Serie seaQuest DSV von Steven Spielberg und in den Kinofilmen Ace Ventura – Ein tierischer Detektiv, Die Legende von Pinocchio, Die neuen Abenteuer des Pinocchio und Shadow of the Vampire zu sehen. Durch die Rolle des Schurken Yuri in dem PC-Videospiel Command & Conquer: Alarmstufe Rot 2 und dem Add-on Yuris Rache sowie seinen Auftritt im Computerspiel OD des Videospielentwicklers Hideo Kojima erlangte er Bekanntheit in der Gamer-Szene. In der Comic-Verfilmung Blade (1998) stellt Kier, der bereits 1974 in dem Horrorfilm Andy Warhols Dracula einen Blutsauger verkörpert hatte, den Vorsitzenden einer geheimen Vampirgesellschaft dar. Er arbeitete in Hollywood an der Seite von Nicole Kidman, Michael J. Fox, Keanu Reeves, River Phoenix, Wesley Snipes, Bruce Willis, Dolph Lundgren, John Malkovich, Matt Damon, Christoph Waltz und Arnold Schwarzenegger.

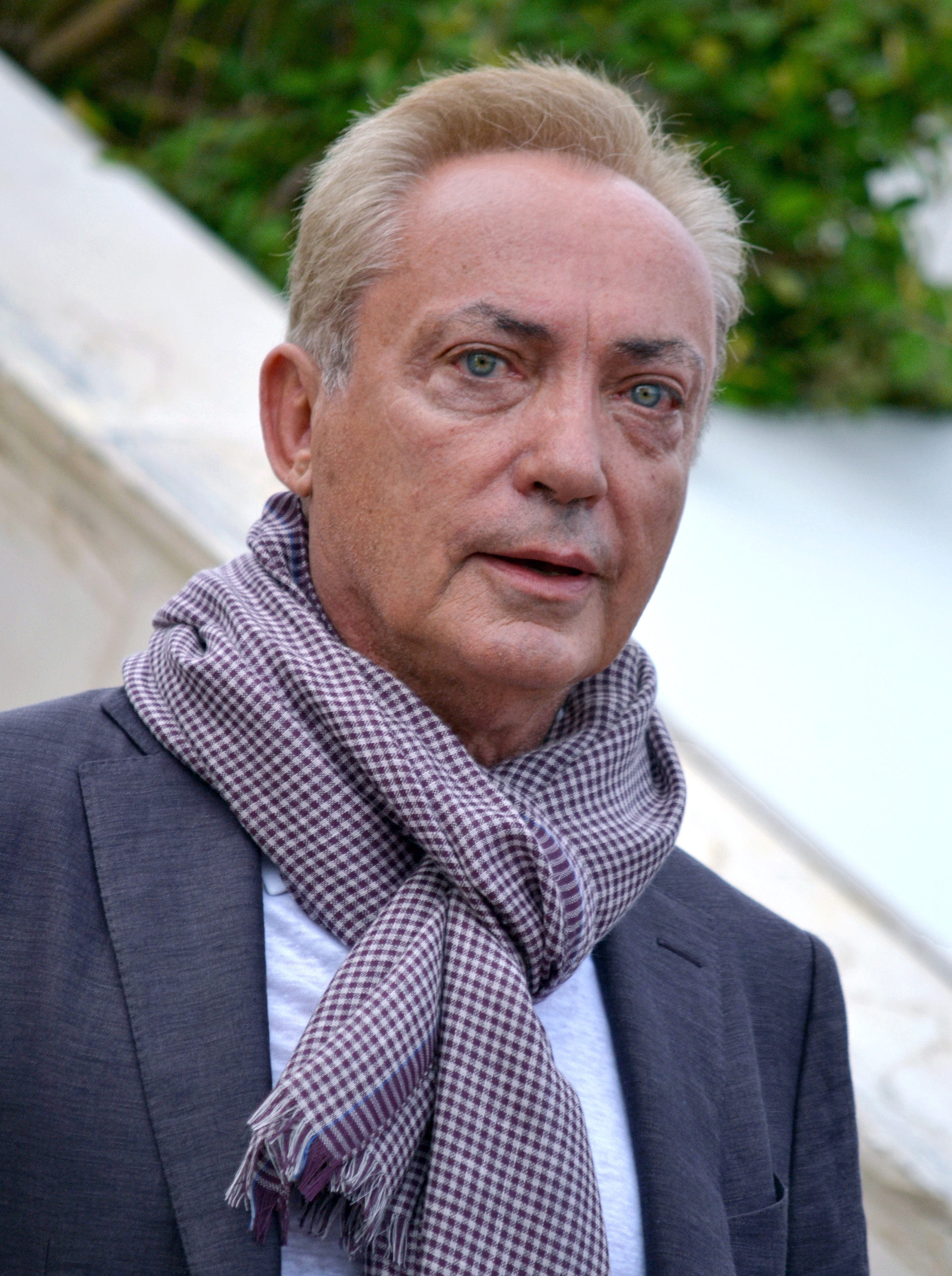
Udo Kier bei den Filmfestspielen von Cannes 2011

Auch in Europa trat er weiterhin in Erscheinung, insbesondere in Filmen von Lars von Trier, so in Epidemic, Medea, Europa, Breaking the Waves, Dancer in the Dark, Dogville, Manderlay, Melancholia und Nymphomaniac. Auch in deutschen Filmen tauchte er gelegentlich auf, beispielsweise als Killer in einer Folge der Krimiserie Rosa Roth oder als schwuler Terrorist und Modedesigner in Hans-Christoph Blumenbergs Rotwang muß weg! (1993). In der dänischen Fernsehserie Hospital der Geister von 1994 schlüpft Kier während einer bluttriefenden Geburtsszene als dämonisches Baby aus der Vagina einer vor Schmerzen schreienden Frau. 2022 war er auch an der dritten Staffel der Serie beteiligt.
In amerikanischen Filmen übernahm er mitunter sehr kleine Rollen. So war er in Josh and S.A.M. nur in einer Szene zu sehen. 1995 spielte er in dem Film Vernetzt – Johnny Mnemonic und 1998 in Michael Bays Armageddon. Von 2005 bis 2007 war Kier in der Kinder-Mysteryserie 4 gegen Z als finsterer Magier Zanrelot zu sehen, der die Herrschaft über Lübeck an sich reißen will. Darin spielte er unter anderem mit Carolyn McGregor. Auch wirkte er 2004 in dem deutschen Film Jargo mit.
2008 wurde die PC-Spiel-Umsetzung von Far Cry gedreht. In dem von Uwe Boll produzierten Werk spielte Kier den Bösewicht Dr. Krieger, den Gegenpart des von Til Schweiger gespielten Jack Carver. 2011 übernahm er die Hauptrolle in dem kanadischen Drama-Thriller Keyhole, den er mit seiner Filmpartnerin Isabella Rossellini bei South by Southwest vorstellte.
Im Jahr 2000 spielte er in dem Musikvideo Make Me Bad der US-amerikanischen Nu-Metal-Band Korn neben Brigitte Nielsen einen bösen Wissenschaftler. Für die Dokumentation Arteholic (Regie: Hermann Vaske), der auf dem Filmfest München uraufgeführt wurde, erhielt Kier den CineMerit Award 2014. Er war außerdem in Installationen und Videoclips der Band U2 im Rahmen ihrer Zoo-TV-Tour (1992–1993) zu sehen.
2008 kaufte Kier ein ehemaliges Schulgebäude im thüringischen Gehren, das er bei den Dreharbeiten zu Lulu & Jimi entdeckt hatte. In der Nazi-Parodie Iron Sky (2012) sowie der Fortsetzung Iron Sky: The Coming Race (2019) verkörperte er den „Mondführer“ Wolfgang Kortzfleisch. Herausragende Kritiken erhielt Kier für seine Hauptrolle in dem Independentfilm Swan Song von Todd Stephens.

### Privates
Kier zog Anfang der 1990er Jahre von Köln nach Kalifornien und lebt dort in einem Haus in Palm Springs. Er äußert sich selten zu seinem Privatleben, sprach aber 2022 in einem Interview mit der Zeitschrift GQ über seine Homosexualität und erwähnte, dass er seit mehr als 20 Jahren in einer festen Beziehung lebe.
Ende Juni 2020 wurde Kier Mitglied der Academy of Motion Picture Arts and Sciences.

## Filmografie (Auswahl)
- 1966: Road to St. Tropez
- 1968: Schamlos
- 1969: Hexen bis aufs Blut gequält
- 1972: Top Secret (The Salzburg Connection)
- 1973: Cagliostro (Fernseh-Mehrteiler)
- 1973: Andy Warhols Frankenstein (Flesh for Frankenstein)
- 1973: Sonderdezernat K1 – Kassensturz nach Mitternacht
- 1974: Andy Warhols Dracula (Dracula cerca sangue di vergine … e morì di sete!!!)
- 1975: Die Geschichte der O (Histoire d’O)
- 1976: Spermula
- 1977: Bolwieser
- 1977: Suspiria
- 1979: Die dritte Generation
- 1979: Ungarische Rhapsodie (Magyar rapszódia)
- 1980: Lulu
- 1980: Lili Marleen
- 1980: Narziss und Psyche (Nárcisz és Psyché)
- 1981: Lola
- 1983: Die Insel der blutigen Plantage
- 1983: Die wilden Fünfziger
- 1984: Gespenstergeschichten: Im Schatten des Zweifels (Fernsehfilm)
- 1984: Moskau in New York (Moscow on the Hudson)
- 1985: Verführung: Die grausame Frau
- 1985: Die Einsteiger
- 1986: Die Schlacht der Idioten
- 1986: Egomania – Insel ohne Hoffnung
- 1986: Am nächsten Morgen kehrte der Minister nicht an seinen Arbeitsplatz zurück
- 1986: Kir Royal (Fernsehserie, Folge Adieu Claire)
- 1987: Epidemic
- 1988: Mutters Maske
- 1988: Medea
- 1989: 100 Jahre Adolf Hitler – Die letzte Stunde im Führerbunker
- 1990: Europa
- 1990: Das deutsche Kettensägenmassaker
- 1991: My Private Idaho (My Own Private Idaho)
- 1992: Terror 2000 – Intensivstation Deutschland
- 1993: Even Cowgirls Get the Blues
- 1993: Plötzlich und unerwartet – eine Déjà-Revue
- 1993: Ein Concierge zum Verlieben (For Love or Money)
- 1993: seaQuest DSV (Fernsehserie, Folge 1x08 Tödliche Gene)
- 1993: Josh and S.A.M.
- 1994: Ace Ventura – Ein tierischer Detektiv (Ace Ventura: Pet Detective)
- 1994, 1997, 2022: Hospital der Geister (Riget, Miniserie, 13 Folgen)
- 1995: Vernetzt – Johnny Mnemonic
- 1995: Nur über meine Leiche
- 1995: Die Gebrüder Skladanowsky
- 1996: Duke of Groove (Kurzfilm)
- 1996: Tatort – Das Mädchen mit der Puppe
- 1996: Barb Wire
- 1996: Die Legende von Pinocchio (The Adventures of Pinocchio)
- 1996: United Trash
- 1996: Breaking the Waves
- 1997: Am Ende der Gewalt (The End of Violence)
- 1997: Die 120 Tage von Bottrop
- 1997: Prinz Eisenherz (Prince Valiant)
- 1998: Revenant – Sie kommen in der Nacht (Modern Vampires, Fernsehfilm)
- 1998: Eis – Wenn die Welt erfriert (Ice, Fernsehfilm)
- 1998: There’s no Fish Food in Heaven
- 1998: Blade
- 1998: Armageddon – Das jüngste Gericht (Armageddon)
- 1999: Final Speed – Stoppt den Todeszug! (Final Run)
- 1999: Die neuen Abenteuer des Pinocchio (The New Adventures of Pinocchio)
- 1999: Unter den Palmen
- 1999: Die Diebin
- 1999: End of Days – Nacht ohne Morgen (End of Days)
- 2000: Doomsdayer
- 2000: Shadow of the Vampire
- 2000: Dancer in the Dark
- 2000: Command & Conquer: Alarmstufe Rot 2 (Computerspiel)
- 2001: Critical Mass – Wettlauf mit der Zeit (Critical Mass)
- 2001: Invincible – Unbesiegbar
- 2001: Command & Conquer: Alarmstufe Rot 2 – Yuris Rache (Computerspielerweiterung)
- 2001: Die Männer Ihrer Majestät (All the Queen’s Men)
- 2001: Auf Herz und Nieren
- 2001: Revelation – Die Offenbarung (Revelation)
- 2001: Megiddo – Das Ende der Welt
- 2001: Die Gottesanbeterin
- 2002: FearDotCom
- 2002: Pigs Will Fly
- 2003: Dogville
- 2003: Tor zum Himmel (Gate to Heaven)
- 2004: Wie überleben wir Weihnachten? (Surviving Christmas)
- 2004: Modigliani
- 2004: Dracula 3000
- 2004: Evil Eyes
- 2004: One Point Zero – Du bist programmiert (One Point 0, auch Paranoia 1.0)
- 2004: 30 Days Until I’m Famous – In 30 Tagen berühmt (30 Days Until I’m Famous, Fernsehfilm)
- 2004: Jargo
- 2005: BloodRayne
- 2005: Manderlay
- 2005: Headspace
- 2005: Masters of Horror – Cigarette Burns
- 2006: Holly
- 2005–2007: 4 gegen Z (Fernsehserie, 41 Folgen)
- 2006: Kreuzzug in Jeans (Kruistocht in spijkerbroek)
- 2006: Pray for Morning
- 2006: Polizeiruf 110 – Mit anderen Augen
- 2007: Fall Down Dead
- 2007: Pars: Operation Cherry (Pars: Kiraz operasyonu)
- 2007: Grindhouse
- 2007: The Mother of Tears (La terza madre)
- 2007: Tell
- 2007: Children of Wax
- 2007: Halloween
- 2008: Far Cry
- 2008: 1½ Ritter – Auf der Suche nach der hinreißenden Herzelinde
- 2009: Lulu & Jimi
- 2009: Tatort – Platt gemacht
- 2009: House of Boys
- 2009: Ein fürsorglicher Sohn (My Son, My Son, What Have Ye Done)
- 2009: Soul Kitchen
- 2010: Chuck (Fernsehserie, eine Folge)
- 2010: Long Live the People of the Revolution
- 2010–2013: Mission Scooby-Doo (Scooby-Doo Mystery Incorporated, Fernsehserie, 17 Folgen)
- 2010: Das Leben ist zu lang
- 2011: Graf Karpatovicz und das Blonde Gift (Kurzfilm)
- 2011: Der Himmel hat vier Ecken
- 2011: Melancholia
- 2011: Borgia (Fernsehserie, 3 Folgen)
- 2011: The Theatre Bizarre
- 2012: 10 PM Lincoln Boulevard
- 2012: Iron Sky
- 2012: UFO in Her Eyes
- 2012: Night of the Templar
- 2012: The Lords of Salem
- 2013: Heather’s Dream (Kurzfilm)
- 2013: Nymphomaniac
- 2013: The Editor
- 2014: Arteholic (Dokumentarfilm)[17]
- 2014: Beethoven und der Piratenschatz (Beethoven’s Treasure)
- 2014: Ghost Horror Hotel
- 2015: Altes Geld (Fernsehserie, 8 Folgen)
- 2015: Coconut Hero
- 2015: Zero
- 2015: Mark of the Devil: Mark of the Times (Dokumentation)
- 2016: Brother (Broer)
- 2016: Courier X
- 2017: Brawl in Cell Block 99
- 2017: Downsizing
- 2018: Don’t Worry, weglaufen geht nicht (Don’t Worry, He Won’t Get Far on Foot)
- 2018: Meine Tochter – Figlia Mia
- 2018: The Mountain
- 2018: Dragged Across Concrete
- 2018: Puppet Master: Das tödlichste Reich (Puppet Master: The Littlest Reich)
- 2018: American Animals
- 2019: Iron Sky: The Coming Race
- 2019: M – Eine Stadt sucht einen Mörder (Fernsehserie, 6 Folgen)
- 2019: Holy Beasts
- 2019: Bacurau
- 2019: The Painted Bird
- 2019: American Exit
- 2019: The Barefoot Emperor
- 2019: Skin Walker
- 2020: Last Moment of Clarity
- 2021: Swan Song
- 2022: A E I O U – Das schnelle Alphabet der Liebe
- 2023: Hunters (Fernsehserie, 6 Folgen)
- 2025: By Design
- 2025: The Secret Agent (O Agente Secreto)

## Synchronrollen
Darüber hinaus war Kier auch als Synchronsprecher tätig und lieh sich in der deutschen Synchronisation folgender Filme selbst die Stimme:
- 1996: Barb Wire
- 1996: Die Legende von Pinocchio (The Adventures of Pinocchio)
- 1997: Am Ende der Gewalt (The End of Violence)
- 1999: Die neuen Abenteuer des Pinocchio (The New Adventures of Pinocchio)
- 2004: One Point Zero – Du bist programmiert (One Point 0, auch: Paranoia 1.0)
- 2004: Wie überleben wir Weihnachten? (Surviving Christmas)
- 2006: Kreuzzug in Jeans (Kruistocht in spijkerbroek)
- 2008: Far Cry
- 2009: Ein fürsorglicher Sohn (My Son, My Son, What Have Ye Done)
- 2009: House of Boys
- 2011: Melancholia
- 2012: Iron Sky
- 2017: Brawl in Cell Block 99
- 2017: Downsizing
- 2019: Iron Sky: The Coming Race

## Musikvideos
- 1989: Edwyn Collins - 50 Shades Of Blue
- 1992: Madonna – Erotica
- 1992: Madonna – Deeper and Deeper
- 1999: Rauhfaser – Die Schöne und das Biest
- 2000: Korn – Make Me Bad
- 2001: Eve ft. Gwen Stefani – Let Me Blow Ya Mind
- 2001: RMB – Deep Down Below
- 2015: Get Well Soon – It’s Love[18]

## Dokumentationen, Porträts, Ausstellungen
- 2012: Ich – Udo … starring Udo Kier, Dokumentation, 43 Min.[19]
- 2022: Interview mit Udo Kier. ARTE FRANCE CINEMA, Frankreich, 53 Min.
- 2024: Der wunderbare Udo Kier. Regie: Jobst Knigge, WDR, Deutschland, 53 Min.
- 2024: Udo Is Love, Ausstellung des Kölnischen Kunstvereins als Hommage zum 80. Geburtstag[20]

## Auszeichnungen
Independent Spirit Award
- 2022: Nominierung als Bester Hauptdarsteller (Swan Song)[21]

Die EUROPA
- 2024: Braunschweig International Film Festival[22]